# Clytolaema
Clytolaema is een volgens de IOC World Bird List opgeheven geslacht van vogels uit de familie kolibries (Trochilidae) en de familigroep Heliantheini (briljantkolibries). De enige soort is de 
Braziliaanse robijnkolibrie (Heliodoxa rubricauda  synoniem: Clytolaema rubricauda).